# Edogawa (wijk)
Edogawa (江戸川区, Edogawa-ku) is een van de 23 speciale wijken van Tokio. Edogawa heeft het statuut van stad en noemt zich in het  Engels ook Edogawa City. In 2008 had de wijk  671937 inwoners.  De bevolkingsdichtheid bedroeg 13260 inw./km².  De oppervlakte van de wijk is 49,86 km².

## Geschiedenis
Edogawa ontstond in 1937 uit een fusie van zeven steden en dorpen in het district Minami Katsushika: Komatsugawa, Koiwa, Kasai, Shinozaki, Matsue, Mizue en Shikamoto. De wijk is vernoemd naar de gelijknamige rivier die van noord naar zuid stroomt langs de oostelijke grens van de wijk.

## Geografie
Edogawa is de meest oostelijk gelegen speciale wijk. De wijk grenst aan de steden Urayasu en Ichikawa in de prefectuur Chiba, en de speciale wijken Katsushika, Sumida en Kōtō.
Edogawa is een zusterwijk van Gosford, New South Wales, Australië. 